# Natalscia warreni
Natalscia warreni is een pissebed uit de familie Philosciidae. De wetenschappelijke naam van de soort is voor het eerst geldig gepubliceerd in 1917 door Collinge.